# Il suono della montagna
Il suono della montagna (山の音, Yama no Oto) è un romanzo dello scrittore giapponese Yasunari Kawabata, uscito a puntate tra il 1949 e il 1954. 
È l'opera che più permette di capire la grande trasformazione del Giappone dopo la sconfitta nella Seconda guerra mondiale, nel passaggio tra gli anni quaranta e cinquanta, a partire dal declino della famiglia patriarcale.

## Trama
Il sessantunenne Shingo vive a Kamakura con la moglie Yasuko, il figlio Shūichi e la nuora Kikuko. Shingo immagina però che si stia avvicinando per lui la fine: sente che la propria memoria vacilla, ascolta voci e fa sogni strani. Spesso Shūichi torna a casa tardi molto dopo l'orario di ufficio per frequentare la sua amante. Preoccupato per i sentimenti della nuora, un giorno invita la segretaria Tanizaki Eiko in una sala da ballo che sa frequentata dal figlio, perché vuole vedere la sua amante, Kinuko. Nel frattempo, la figlia primogenita Fusako lascia il marito Aihara e torna dai genitori portando con sé le due bambine piccole.
Con i temi cari all'autore (la sofferenza, il desiderio, la morte, la decadenza dell'età, la sporcizia morale, il fallimento e la rinuncia dignitosa), Shingo ripercorre le relazioni con i familiari e con la propria segretaria, che sa del tradimento del figlio. Verso la nuora Kikuko, Shingo prova affetto e qualche desiderio erotico non sopito. A complicare la sua situazione affettiva c'è anche il ricordo della sorella di sua moglie, verso la quale provava amore forse superiore a quello che prova per Yasuko, ma che morì giovane. L'invecchiamento, la prospettiva della morte, le colpe nei confronti dei figli (entrambi infelici in amore) si bilanciano con la visione pacificante della natura, rappresentata dalla montagna, dagli alberi di ciliegie in giardino, dal volo di uccelli e insetti che annunciano l'estate, dai pini che Shingo vede dal finestrino del treno da pendolare che prende ogni giorno.
Rimasta incinta, Kikuko decide di abortire, non volendo avere figli prima che Shūichi abbia risolto la questione con l'amante. Si scopre poi che anche Kinuko rimane incinta e rifiuta di interrompere la gravidanza. I due amanti si lasciano. Shingo si interroga se il fallimento affettivo della figlia sia colpa sua.
La storia si conclude con la riappacificazione dei personaggi. Eiko e Kuniko riescono a mettersi in proprio trovando l'agognata indipendenza, grazie all'apertura di una sartoria. Shūichi riallaccia i rapporti con Kikuko. Fusako pianifica di avviare un'osteria e Shingo progetta un viaggio nel paese natale suo e della moglie insieme a questa e alla nuora, alla riscoperta degli alberi d'acero (i preferiti della moglie) e all'avvento dell'equilibrio nella famiglia.

## Personaggi
- Ogata Shingo, 61 anni (secondo il computo occidentale)
- Ogata Shūichi, figlio di Shingo, lavora con lui nell’azienda di famiglia.
- Yasuko, 63 anni, moglie di Shingo; lui l’ha chiesta in moglie dopo la morte della sorella di lei, la ragazza che amava.
- Kikuko, giovane moglie di Shūichi.
- Tanizaki Eiko, segretaria di Shingo
- Fusako, figlia primogenita di Shingo e Yasuko, si è separata dal marito.
- Aihara, ex marito di Fusako.
- Kinuko, amante di Shūichi.
- Ikeda, amica di Kuniko.

## Critica
Il suono della montagna racconta il modo in cui la crisi delle tradizioni influenza i destini individuali nel Giappone del dopoguerra. La scrittura procede in parallelo a quella di Mille gru, tanto è vero che capitoli dell'uno e dell'altro vennero pubblicati insieme in edizioni incomplete. Le due opere tuttavia hanno un'evoluzione indipendente, che si sostanza in un'atmosfera profondamente differente.
La pubblicazione dei vari capitoli del romanzo avviene separatamente tra il settembre 1949 e l'aprile 1954. La prima edizione completa in volume singolo è solo dell'aprile 1954, quindi successiva al film di Naruse Mikio che ne è tratto, uscito nelle sale il 10 febbraio dello stesso anno. Nel successivo dicembre l'opera vince il premio Noma bungei.
Kawabata comincia a lavorare alla storia del sessantunenne Shingo quando ha 50 anni; il romanzo è punteggiato di presagi della morte che si avvicina, a partire dal suono misterioso che il protagonista è convinto che provenga dalla montagna, nel capitolo iniziale. Tra Shingo e la giovane nuora Kikuko si stabilisce un'empatia che in giapponese si definisce Omoiyari (おもいやり), una condivisione di pensieri, attraversata anche da momenti di attrazione erotica che l'anziano uomo tenta di reprimere.

## Adattamenti
- Yama no oto (Sound of the Mountain), regia di Naruse Mikio (1954)

## Edizioni
- Kawabata Yasunari, Il suono della montagna, traduzione di Atsuko Ricca Suga, Bompiani, 1969, ISBN 978-88-452-5261-7.
- Yasunari Kawabata, Romanzi e racconti, a cura di Giorgio Amitrano, Mondadori ("I Meridiani"), 1993, ISBN 978-88-04-50320-0.